# L'isola nel sole
L'isola nel sole è un film diretto da Robert Rossen nel 1957 con James Mason, Joan Fontaine e Joan Collins.

## Trama
Nonostante l'apparente rilassatezza della vita nell'(immaginaria) isola caraibica di Santa Marta - un governorato inglese - la rivelazione che una delle sue più prominenti famiglie, quella di Julian Fleury, di "razza" bianca - un'esigua minoranza rispetto alla popolazione di colore -, proprietaria di una grande piantagione, ha avuto in realtà (nonostante il colore della pelle) un antenato giamaicano (la madre di Julian, discendente dagli schiavi africani deportati secoli or sono), produce vari gradi di inquietudine all'interno della famiglia e dell'intera comunità sociale.
La giovane Jocelyn, figlia cadetta dei Fleury, fidanzata di Euan Templeton, figlio del governatore dell'isola, – e, data la sua situazione di casta, futuro membro della Camera dei lord -, appena appresa la notizia della propria provenienza meticcia, vuole rifiutare la proposta di matrimonio di Euan, nonostante lo ami, temendo che una eventuale progenie nera (ed ella è incinta) possa inficiare l'onore dei Templeton; suo fratello maggiore Maxwell, per canto suo, oltre ad aver sempre avuto qualche pregiudizio razziale, ha anche altri motivi di preoccupazione: egli è convinto che sua moglie Sylvia abbia una relazione con l'eroe di guerra Hilary Carson. Una notte Maxwell, geloso, incontra Carson, e – quando quest'ultimo, ubriaco, accenna alla condizione di "mezzosangue" di Maxwell – si adira, lo affronta, e – involontariamente – lo strangola a morte, cercando poi di far apparire l'omicidio come imputabile ad un rapinatore.
Jocelyn non riuscirà a calmarsi se non quando sua madre le confesserà di averla concepita all'interno di una relazione extraconiugale: non è figlia di suo marito Julian, ma di un uomo "perfettamente inglese" (ovvero senza "sangue colorato" nel suo DNA); mentre Maxwell finisce col costituirsi. Jocelyn e Euan Templeton si sposano e partono per il Regno Unito.
Partono per l'Inghilterra anche Margot Seaton, nativa del luogo, e il suo fidanzato Denis Archer, l'aiutante di campo del governatore Templeton, il quale in quest'occasione – nonostante le pubbliche dimostrazioni di egualitarismo rispetto ai locali -, avendo saputo della relazione fra Denis e Margot, licenzia l'uomo. Ad un'altra coppia "mista" non succede altrettanto: il politico locale David Boyeur e la sua fidanzata Mavis Norman – discendente di un'antica famiglia di colonizzatori europei – si lasciano, coscienti che il lavoro di integrazione razziale ha ancora molti passi da fare.   

## Uscite internazionali
- Uscita negli  USA: 12 giugno 1957
- Uscita in  Germania Ovest: 27 agosto 1957
- Uscita in  Svezia: 29 agosto 1957
- Uscita in  Danimarca: 16 marzo 1959